# Robert Davine
Robert Davine (Denver, 5 aprile 1924 – Denver, 25 novembre 2001) è stato un fisarmonicista e insegnante statunitense; fu direttore del dipartimento di teoria alla Lamont School of Music presso l'Università di Denver.

## Primi anni e formazione
Davine, in una recente intervista con il Rocky Mountain News, ha dichiarato che aveva dieci anni, nel 1930 a Denver, quando incontrò per la prima volta la fisarmonica come accompagnamento in una compagnia di danza spagnola e successivamente, negli anni '50, "ogni bambino sul blocco" aveva una fisarmonica.
Robert Davine ha studiato con John Kirkland, Anthony Donato, Robert Delaney, Philip Werner, Frank Cookson, Andrew Rizzo, Joseph Biviano e John Serry e si è laureato presso la Northwestern University.

## Carriera
Artista di fama internazionale nonché insigne solista, musicista da camera e insegnante, Davine si è esibito con diversi complessi orchestrali importanti, come la Denver Symphony Orchestra, l'Orchestra Sinfonica di Pittsburgh, la Mantovani Orchestra di Londra, il Paganini String Quartet, la Norwegian Broadcasting Company di Oslo, l'Aspen Music Festival Orchestra, la Flagstaff Festival Orchestra e la Lake Superior Chamber Orchestra. Per molti anni è stato fisarmonicista interno della National Broadcasting Company.
Nel 1984 fu invitato dal Ministero della Cultura, della Repubblica popolare cinese, a esibirsi e tenere lezioni di perfezionamento, e molti studenti di musica cinese vennero in seguito in visita alla DU. Il suo talento artistico ha ispirato nuove composizioni dei compositori Normand Lockwood, Cecil Effinger, Max DiJulio, Jean Berger e Wendel Diebel. Ha avuto onorificenze come Membro della Facoltà di Distinzione e Alunno di Distinzione presso la Northwestern University. Oltre a insegnare e recitare, Davine ha scritto un libro sulla storia della fisarmonica e della sua letteratura. Ha registrato per la Crystal Record Company. Nel 1954 ha fondato il programma di fisarmonica presso la Lamont School of Music.
Ha studiato e scritto articoli sulla musica in India e le opere di Bernard Molique e George MacFarren. Durante il suo mandato a Lamont, il professor Davine ha sviluppato seminari di specializzazione in tecniche analitiche applicate ai compositori del XX secolo.

## Vita privata
Nel 1954, Davine sposò Jacqueline. Lei gli sopravvive, insieme a suo figlio Greg, di Greenwood Village; la figlia Lynn Carolus, di Parker; il fratello Fred, di Greenwood Village ed i quattro nipoti.
Davine ha ispirato amore per la musica per tutta la vita nei suoi figli, ha detto suo figlio Greg. "C'era sempre della musica in casa."

## Opere
Tra le opere di Robert Davine sono incluse diverse trascrizioni di musica classica per fisarmonica e le seguenti composizioni originali:
- Divertimento for Flute, Clarinet, Bassoon and Accordion.[3]

## Registrazioni
Davine ha al suo attivo quattro registrazioni, tra cui un CD dal titolo "The Concert Accordion Artistry di Robert Davine", in cui si è esibito con i Lamont Chamber Players (Crystal Records), in opere di Hans Lang, Cecil Effinger, Paul Creston, Ted Zarlengo, Adamo Volpi, Normand Lockwood, John Gart, Carmelo Pino, David Diamond e Mátyás Seiber. Al momento della sua morte, aveva appena completato un CD con il Da Vinci String Quartet.
- Robert Davine Accordion with the Lamont String Quartet and James Carroll String Bass - Snow Records (S106, 1979)[4]
- The Concert Accordion Artistry of Robert Davine - Crystal Records (CD 160, 1995)[5]
- Tango!: The Spirit of Argentina- ASV/Living Era/White Line (CDWHL 2148, 2005)[6][7]

## Pubblicazioni
- Davine, Robert (1979). "The Accordion As A Chamber Instrument", Accord Magazine[8]

## Archivio
- La "Robert Davine Classical Accordion Music and Long Play Album Collection" presso l'Università di Denver contiene spartiti, spartiti di composizioni classiche per fisarmonica e quasi cinquanta album in vinile LP donati da Robert Davine.[9]